# 린란
린란(본명: 호진석, 1995년 2월 9일 ~ )은 대한민국의 전직 리그 오브 레전드 프로게이머이다. 프로게임단 지도자로도 활동했다. 현역 시절 아이디는 LinLan이며 포지션은 서포터였다. DWG KIA 아카데미팀의 코치를 끝으로 현재는 방송을 하면서 지내고 있다.

## 선수 시절
2014년 4월, 빅파일 미라클에서 프로 커리어를 시작했다. 서머 시즌 예선을 거쳐 LCK에 참가했으며 LCK 16강, NLB에서 16강을 거두었다.
2015년 3월, 챌린저스의 Awe Max에 입단했다.

## 지도자 생활
2018년 6월, 한화생명 e스포츠의 코치로 부임했다.
2020시즌을 앞두고 스피어 게이밍의 코치로 부임했다.
2020년 7월, 담원 게이밍의 아카데미팀 코치로 부임했다.